# Rieinmellt
Rieinmellt, Raegnmaeld (żyła w VII wieku) - księżniczka wywodząca się z brytyjskiego królestwa Rheged, córka króla Royth.
Imię Rienmellt znane jest dzięki Nenniusowi, który w swojej Historii Brittonum wymienia ją jako żonę potężnego Oswiu i matkę jego dzieci: Elfryda (Eahlfrith) i  Ealflaedy (Eahlflæd). Małżeństwo to miało zapewnić anglosaskiemu władcy przychylność sąsiadów.
Związek ten nie trwał jednak długo, gdyż Rieinmellt zmarła w młodym wieku.